# Arben Theodhosi
Arben Theodhosi (ur. 1953 w Tiranie) – albański malarz i pisarz.

## Życiorys
W latach 1975–1990 był internowany i przymusowo pracował w kopalni rud miedzi ze względu na nieudolność jego ojca Koço Theodhosiego jako ministra przemysłu.
W 1992 roku Arben Theodhosi miał swoją wystawę indywidualną w Narodowej Galerii Sztuki w Tiranie, gdzie wystawił 40 obrazów malowanych farbą olejną.
W 1993 roku ukończył studia na Akademii Sztuk Pięknych w Tiranie.
W latach 1996–1998 mieszkał w Atenach, gdzie pracował dla dwóch lokalnych galerii sztuk.

## Książki[1]
- Rievokim
- Sfidë ndaj Kufijve